# Bruce Nicholson
Bruce Nicholson (* 20. Jahrhundert) ist ein US-amerikanischer Spezialeffektkünstler. Er wurde jeweils mit einem Oscar ausgezeichnet für die Filme Das Imperium schlägt zurück und Jäger des verlorenen Schatzes. Für den Film Poltergeist erhielt er eine Oscar-Nominierung.

## Leben
Bei dem 1977 erschienenen Film Krieg der Sterne trat Nicholson erstmals beruflich in Erscheinung. Er war Assistent des Kameramanns in Bezug auf die visuellen Effekte. Es folgten drei Filme dieses Genres mit Unheimliche Begegnung der dritten Art (1977), Kampfstern Galactica (1978) und Das Imperium schlägt zurück (1980). Für besondere Leistungen in dem Film Das Imperium schlägt zurück erhielt er auf der Oscarverleihung 1981 den Special Achievement Award.
Bei dem Film Jäger des verlorenen Schatzes (1981) war Nicholson zusammen mit Richard Edlund, Kit West und Joe Johnston für die besten visuellen Effekte verantwortlich. Das Quartett wurde für seine Arbeit mit einem Oscar belohnt. Auch mit dem Horrorfilm Poltergeist (1982) konnten Richard Edlund, Michael Wood und Nicholson punkten, sie wurden wiederum in der Kategorie „Beste visuelle Effekte“ für einen Oscar nominiert, mussten sich jedoch Carlo Rambaldi, Dennis Muren und Kenneth Smith und dem Film E.T. – Der Außerirdische geschlagen geben. Es folgten Filme wie Die Rückkehr der Jedi-Ritter (1983), Die unendliche Geschichte (1984) und Indiana Jones und der Tempel des Todes (1984). Ende der 1980er-Jahre folgte der Science-fiction-Film Das Wunder in der 8. Straße (1987), der oscarnominierte Film Feld der Träume (1989) und 1990 Jerry Zuckers Fantasykomödie Ghost – Nachricht von Sam mit Patrick Swayze und Demi Moore. 1995 war Nicholson beteiligt an John Carpenters Neuverfilmung des Horrorfilms Das Dorf der Verdammten. Auch bei den Science-Fiction-Filmen Matrix Reloaded (2003) und Matrix Revolutions (2003) war Nicholson Teil des Teams. Im Endzeitfilm I Am Legend (2007) war Nicholson als Digital Compositor im Einsatz. New Moon – Biss zur Mittagsstunde (2009) und Eclipse – Biss zum Abendrot (2010) sowie Breaking Dawn – Biss zum Ende der Nacht, Teil 1 (2011) nach den Büchern von Stephenie Meyer waren weitere Produktionen, bei denen Nicholson als Digital Compositor eingesetzt war. An den 2013 ins Kino gekommenen Filmen Iron Man 3 und Elysium wirkte Nicholson ebenfalls mit.

## Filmografie (Auswahl)
- 1977: Krieg der Sterne (Star Wars: Episode IV – A New Hope)
- 1977: Unheimliche Begegnung der dritten Art (Close Encounters of the Third Kind)
- 1978: Kampfstern Galactica (Battlestar Galactica)
- 1980: Das Imperium schlägt zurück (The Empire Strikes Back)
- 1981: Jäger des verlorenen Schatzes (Raiders of the Lost Ark)
- 1981: Der Drachentöter (Dragonslayer)
- 1982: Star Trek II: Der Zorn des Khan (Star Trek II: The Wrath of Khan)
- 1982: Poltergeist
- 1983: Die Rückkehr der Jedi-Ritter (Star Wars: Episode VI – Return of the Jedi)
- 1984: Die unendliche Geschichte (The NeverEnding Story)
- 1984: Indiana Jones und der Tempel des Todes (Indiana Jones and the Temple of Doom)
- 1985: Starman (John Carpenter’s Starman)
- 1985: Explorers – Ein phantastisches Abenteuer (Explorers)
- 1986: Howard – Ein tierischer Held (Howard the Duck)
- 1987: Das Wunder in der 8. Straße (*batteries not included)
- 1988: Willow
- 1989: Feld der Träume (Field of Dreams)
- 1990: Ghost – Nachricht von Sam (Ghost)
- 1992: Jagd auf einen Unsichtbaren (Memoirs of an Invisible Man)
- 1994: Die Mächte des Wahnsinns (John Carpenter’s In the Mouth of Madness)
- 1995: Das Dorf der Verdammten (John Carpenter’s Village of the Damned)
- 1998: Armageddon – Das jüngste Gericht (Armageddon)
- 2003: Matrix Reloaded
- 2003: Matrix Revolutions
- 2004: The Day After Tomorrow
- 2005: Die Chroniken von Narnia: Der König von Narnia (The Chronicles of Narnia: The Lion, the Witch and the Wardrobe)
- 2006: Schweinchen Wilbur und seine Freunde (Charlotte’s Web)
- 2007: Spider-Man 3
- 2007: I Am Legend
- 2008: Die Mumie: Das Grabmal des Drachenkaisers (The Mummy: Tomb of the Dragon Emperor)
- 2009: New Moon – Biss zur Mittagsstunde (The Twilight Saga: New Moon)
- 2010: Eclipse – Biss zum Abendrot (The Twilight Saga: Eclipse)
- 2010: Real Steel
- 2011: Breaking Dawn – Biss zum Ende der Nacht, Teil 1 (The Twilight Saga: Breaking Dawn – Part 1)
- 2012: Battleship
- 2013: Iron Man 3
- 2013: Elysium

## Auszeichnungen (Auswahl)
- 1981: Gewinner des Special Achievement Award für Das Imperium schlägt zurück
- 1982: Gewinner des Oscars mit Jäger des verlorenen Schatzes
- 1983: Nominierung für den Oscar mit Poltergeist
- 1986: Nominierung für den Saturn Award mit Explorers – Ein phantastisches Abenteuer
- 1991: Nominierung für den Saturn Award mit Ghost – Nachricht von Sam
- 1993: Nominierung für den Saturn Award mit Jagd auf einen Unsichtbaren